# Andries Nieman
Andries Christiaan "Dries" Nieman, född 11 september 1927, död 13 augusti 2009, var en sydafrikansk boxare.
Nieman blev olympisk bronsmedaljör i tungvikt i boxning vid sommarspelen 1952 i Helsingfors.